# 波钠银耳
波钠银耳（学名：Tremella boraborensis）是属于银耳目银耳科银耳属的一种真菌，群生于阔叶林中的阔叶树枯枝上和朽木树皮上。该种分布于中国、塔希提岛。